# Hohe Wand
Hohe Wand ist eine Gemeinde mit 1457 Einwohnern (Stand 1. Jänner 2025) im Bezirk Wiener Neustadt in Niederösterreich. Sie entstand 1971 aus der Vereinigung der ehemaligen Gemeinden Maiersdorf und Stollhof.

## Geografie
Hohe Wand liegt im Industrieviertel in Niederösterreich. Das Gemeindegebiet besteht geografisch aus zwei Teilen:
- Einer Ebene in 400 Meter über dem Meer im Südosten, in der die dicht bewohnten Gebiete liegen. Sie wird im Südosten durch die 500 bis 600  Meter hohen Berge Kienberg und Kalter Berg vom Wiener Becken abgegrenzt. Dieser Bereich wird auch Neue Welt genannt.
- Ein bewaldeter Plateauberg mit Gipfeln über 1000 Meter im Nordwesten. Dieser Teil liegt im Naturpark Hohe Wand.

Getrennt werden die beiden Teile durch den der Gemeinde namensgebenden Felsabbruch Hohe Wand.
Die Fläche der Gemeinde umfasst 24,6 Quadratkilometer. Davon sind 55 Prozent bewaldet, 36 Prozent sind landwirtschaftliche Nutzfläche.

### Gemeindegliederung
Das Gemeindegebiet umfasst folgende vier Ortschaften (in Klammern Einwohnerzahl Stand 1. Jänner 2025):
- Gaaden (131)
- Maiersdorf (708)
- Netting (85)
- Stollhof (533)

Die Gemeinde besteht aus den Katastralgemeinden Gaaden, Maiersdorf, Netting und Stollhof.
| Katastralgemeinden                                                              | Ortschaften in der Gemeinde                                                                                                   |
| ------------------------------------------------------------------------------- | --- |
| Gaaden (1,16 km²) Maiersdorf (12,88 km²) Netting (2,88 km²) Stollhof (7,68 km²) | Gaaden (D) · Maiersdorf (D) · Haslinger (W) Hohe Wand (ZH) Netting (D) · Stollhof (D) · Hohe Wand (R) Loderhof (W) Ramhof (W) |
| Legende                                                                         | |

| In der Spalte Katastralgemeinden sind sämtliche Katastralgemeinden einer Gemeinde angeführt. In der Klammer ist die jeweilige Fläche in km² angegeben. |
| In der Spalte Ortschaften sind sämtliche von der Statistik Austria erfassten Siedlungen, die auch eine eigene Ortschaftskennziffer aufweisen, angeführt. In der Hierarchieebene derselben Spalte, rechts eingerückt, werden nur Ansiedlungen, die mindestens aus mehreren Häusern bestehen, dargestellt. Die wichtigsten der verwendeten Abkürzungen sind: - M = Hauptort der Gemeinde - Stt = Stadtteil - R = Rotte - W = Weiler - D = Dorf - ZH = Zerstreute Häuser - Sdlg = Siedlung - Hgr = Häusergruppe - E = Einzelgehöft (nur wenn sie eine eigene Ortschaftskennziffer haben) Die komplette Liste der Statistik Austria ist in: Topographische Siedlungskennzeichnung nach STAT Zu beachten ist, dass manche Orte unterschiedliche Schreibweisen haben können. So können sich Katastralgemeinden anders schreiben als gleichnamige Ortschaften bzw. Gemeinden. Quelle: Statistik Austria – |

### Nachbargemeinden
|            | Waldegg                                     |                          |
| Miesenbach | Kompassrose, die auf Nachbargemeinden zeigt | Winzendorf-Muthmannsdorf |
|            | Höflein an der Hohen Wand (NK)              | Willendorf (NK)          |

## Geschichte
Das Gebiet war seit der Jungsteinzeit besiedelt. Aus der Kupferzeit wurden zwei Goldscheiben bei Stollhof entdeckt. Aus der Bronzezeit stammen ein verzierter Vollgriffdolch und Armringe die in Maiersdorf gefunden wurden.
Vor Christi Geburt war das Gebiet Teil des keltischen Königreiches Noricum und gehörte zur Umgebung der keltischen Höhensiedlung Burg auf dem Schwarzenbacher Burgberg, welche Hauptort für das gesamte Nord-Ost-Norikum war. Später unter den Römern lagen die heutigen Orte der Gemeinde Hohe Wand dann in der Provinz Pannonia.
Maiersdorf
Die ehemalige Gemeinde Maiersdorf wurde bei der Stiftung des Klosters Rein 1128 urkundlich erwähnt. Bei den Türkeneinfällen 1529 und 1683 flüchtete die Bevölkerung in die Wehrkirche und in die Höhlen der Hohen Wand. Während der Franzosenkriege von 1805 bis 1809 wurde der Ort geplündert. Von 1870 bis 1970 war Maiersdorf eine eigenständige Gemeinde.
Weitere urkundliche Erwähnungen
- Stollhof 1147 „Stadelhoven“
- Netting 1239 „de Netteinsdorf“
- Gaaden 1377 „Gaaden“
- Hohe Wand 1535 „Wandt“

### Bevölkerungsentwicklung
| Hohe Wand: Einwohnerzahlen von 1869 bis 2025        | Hohe Wand: Einwohnerzahlen von 1869 bis 2025 | Hohe Wand: Einwohnerzahlen von 1869 bis 2025 | Hohe Wand: Einwohnerzahlen von 1869 bis 2025 | Hohe Wand: Einwohnerzahlen von 1869 bis 2025 |
| --------------------------------------------------- | -------------------------------------------- | -------------------------------------------- | -------------------------------------------- | -------------------------------------------- |
| Jahr                                                |                                              |                                              |                                              | Einwohner                                    |
| 1869                                                | 1869                                         |                                              | 1.044                                        | 1.044                                        |
| 1880                                                | 1880                                         |                                              | 1.018                                        | 1.018                                        |
| 1890                                                | 1890                                         |                                              | 942                                          | 942                                          |
| 1900                                                | 1900                                         |                                              | 1.007                                        | 1.007                                        |
| 1910                                                | 1910                                         |                                              | 1.047                                        | 1.047                                        |
| 1923                                                | 1923                                         |                                              | 1.074                                        | 1.074                                        |
| 1934                                                | 1934                                         |                                              | 1.064                                        | 1.064                                        |
| 1939                                                | 1939                                         |                                              | 1.063                                        | 1.063                                        |
| 1951                                                | 1951                                         |                                              | 1.127                                        | 1.127                                        |
| 1961                                                | 1961                                         |                                              | 1.163                                        | 1.163                                        |
| 1971                                                | 1971                                         |                                              | 1.236                                        | 1.236                                        |
| 1981                                                | 1981                                         |                                              | 1.171                                        | 1.171                                        |
| 1991                                                | 1991                                         |                                              | 1.276                                        | 1.276                                        |
| 2001                                                | 2001                                         |                                              | 1.332                                        | 1.332                                        |
| 2011                                                | 2011                                         |                                              | 1.426                                        | 1.426                                        |
| 2021                                                | 2021                                         |                                              | 1.464                                        | 1.464                                        |
| 2025                                                | 2025                                         |                                              | 1.457                                        | 1.457                                        |
| Quelle(n): Statistik Austria, Gebietsstand 1.1.2021 |                                              |                                              |                                              |                                              |

### Religion
Nach den Daten der Volkszählung 2001 waren 85,7 % der Einwohner römisch-katholisch und 2,3 % evangelisch. 1,1 % waren Muslime, 0,5 % gehörten orthodoxen Kirchen an. 9,2 % der Bevölkerung hatten kein religiöses Bekenntnis.

## Kultur und Sehenswürdigkeiten

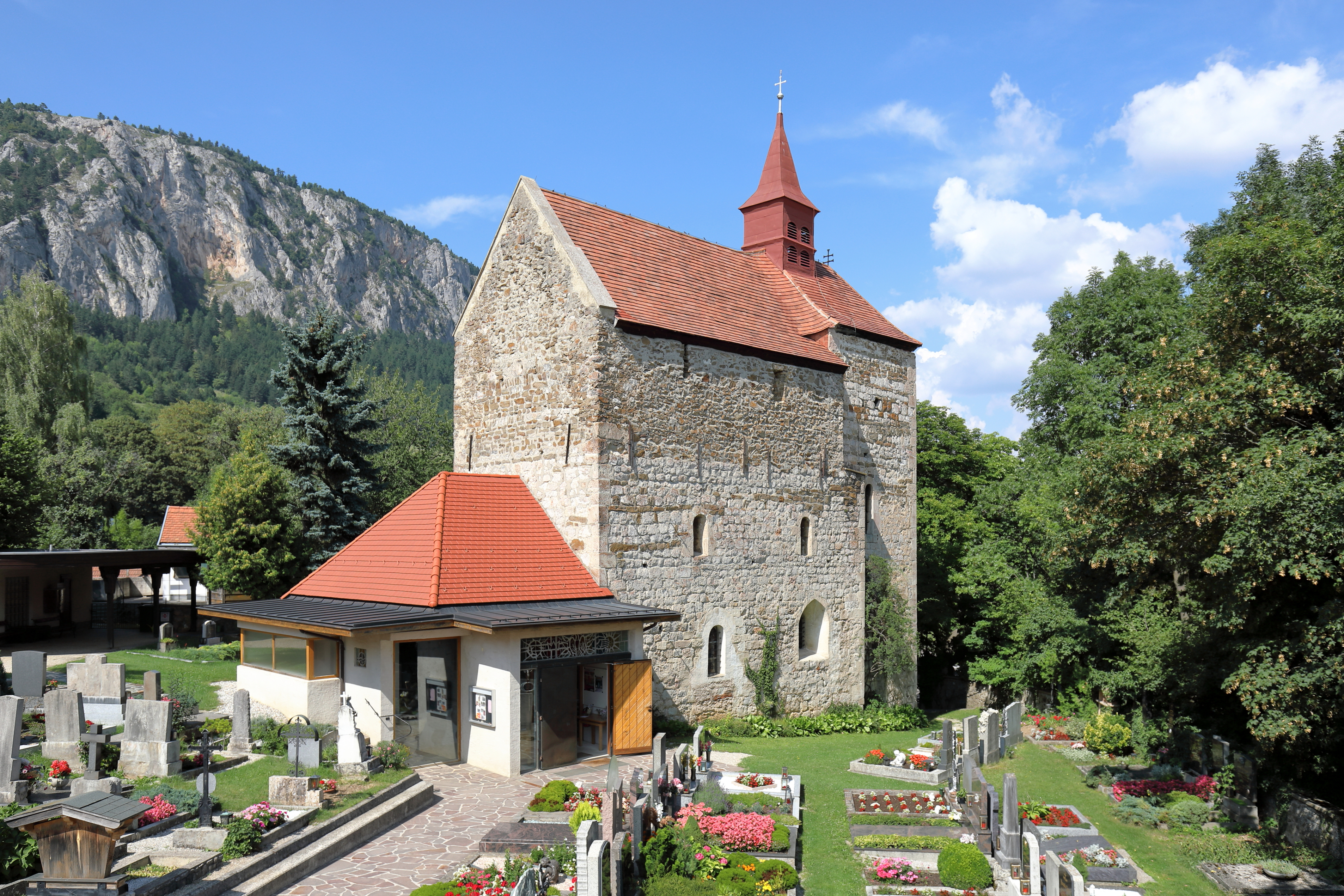
Pfarrkirche Maiersdorf

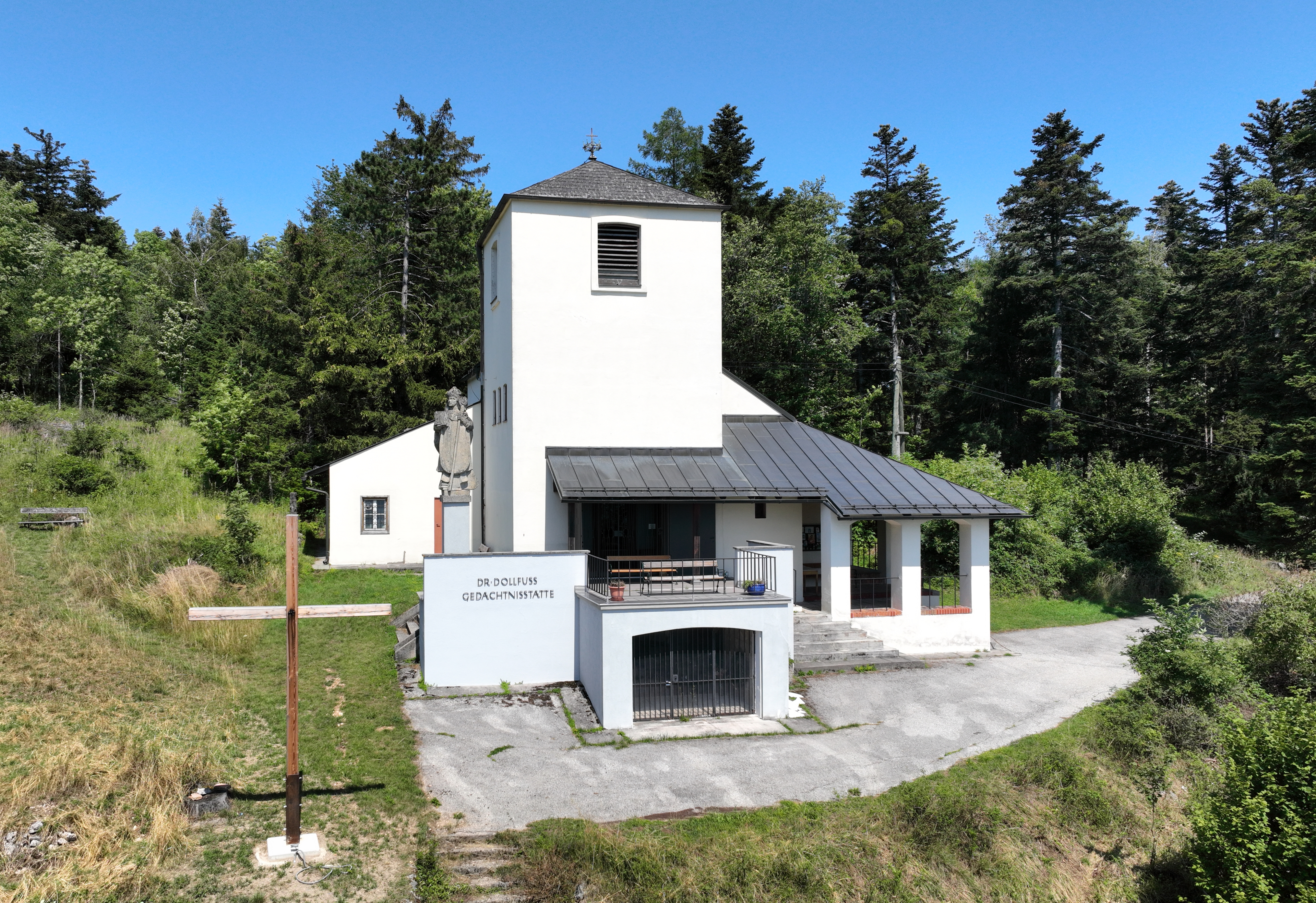
Engelbertkirche Hohe Wand

- Pfarrkirche Maiersdorf: Die weithin sichtbare Wehrkirche wurde auf einer der Hohen Wand vorgelagerten Felsterrasse errichtet und ist vom Friedhof umgeben. Der Sakralbau ist eine romanische Saalkirche aus dem 12. Jahrhundert und dem hl. Johannes geweiht. Da es einen wehrhaften Zufluchtsort bildete, wurde das Langhaus im 14. Jahrhundert um ein Geschoß erhöht. Maiersdorf war bis 1783 eine Filiale der Mutterpfarre Muthmannsdorf; in dem Jahr wurde es zur selbständigen Pfarre erhoben und zunächst vom Grundherrn (dem Neukloster in Wiener Neustadt) und seit 1881 von Patres aus dem Stift Heiligenkreuz betreut.[5]
- Engelbertkirche Hohe Wand: 1934/35 als religiöses Denkmal der Vaterländischen Front für den ermordeten Bundeskanzler Engelbert Dollfuß erbaut.
- Alpin- und Heimatmuseum

## Wirtschaft und Infrastruktur

### Wirtschaftssektoren
Von den 60 landwirtschaftlichen Betrieben des Jahres 2010 waren 16 Haupterwerbsbauern. Diese bewirtschafteten 47 Prozent der Flächen. Im Produktionssektor arbeiteten 48 Erwerbstätige in der Bauwirtschaft, dreißig im Bereich Herstellung von Waren und einer in der Energieversorgung. Die wichtigsten Arbeitgeber des Dienstleistungssektors waren die Bereiche Handel (36),  Beherbergung und Gastronomie (32) und soziale und öffentliche Dienste (31 Mitarbeiter).
| Wirtschaftssektor            | Anzahl Betriebe | Anzahl Betriebe | Erwerbstätige | Erwerbstätige |
| Wirtschaftssektor            | 2011            | 2001            | 2011          | 2001          |
| ---------------------------- | --------------- | --------------- | ------------- | ------------- |
| Land- und Forstwirtschaft 1) | 60              | 71              | 33            | 35            |
| Produktion                   | 20              | 10              | 79            | 66            |
| Dienstleistung               | 78              | 43              | 149           | 101           |

1) Betriebe mit Fläche in den Jahren 2010 und 1999

### Arbeitsmarkt, Pendeln
Im Jahr 2011 lebten 727 Erwerbstätige in der Gemeinde. Davon arbeiteten 156 lokal, beinahe achtzig Prozent pendelten aus.

### Öffentliche Einrichtungen
- Das Rote Kreuz hat eine Ortsstelle in Maiersdorf.
- Freiwillige Feuerwehren gibt es in Maiersdorf, in Netting und in Stollhof.
- Ein neues Blaulichtzentrum mit Gemeindeamt, Bergrettung und Feuerwehr wurde am 18. September 2022 in Maiersdorf nach einem Entwurf des Architekturbüros Hrabal errichtet.

## Politik
Die Gemeinden Maiersdorf und Stollhof sind 1971 zur neugegründeten Gemeinde Hohe Wand zusammengelegt worden.
Der Gemeinderat hat 19 Mitglieder. 1990 verteilten sich die Mitglieder in folgender Weise: 15 ÖVP, und 4 SPÖ; bis 2020 hatte sich die Lage verändert: Es waren nunmehr 11 aus der ÖVP, 4 von der Unabhängigen Bürgerliste Neu, 2 Grüne, einer aus der SPÖ und einer aus der FPÖ.
- Mit den Gemeinderatswahlen in Niederösterreich 2025 hat der Gemeinderat folgende Verteilung: 12 ÖVP, 4 UBLNEU (Unabhängige Bürgerliste Neu), 2 FPÖ, 1 GRÜNE.[11]

### Bürgermeister
Karl Spatling wurde 1971 der erste gemeinsame Bürgermeister.
Frühere Bürgermeister waren:
Stollhof
- 1945–1948 Matthäus Binner
- 1949–1954 Matthäus Spätling
- 1955–1958 Fraz Karl
- 1959–1970 Franz Zierhofer

Maiersdorf
- 1945–1947 Julius Hagen
- 1947–1955 Franz Fink
- 1955–1970 Karl Spatling

Hohe Wand
- 1971–1980 Karl Spatling
- 1980–2005 Heinrich Spatling (ÖVP)
- seit 2005 Josef Laferl (ÖVP)

### Wappen
Der Gemeinde wurde 1984 folgendes Wappen verliehen: Über einem grünen Schildesfuß ein gespaltener Schild, vorne in Blau eine silberne Wehrkirche, hinten in Gold ein schwarzer Stolleneingang, über dem Schlegel und Eisen schweben, und der im Schildeshaupt von einem silbernen Flachbogen zeigenden Balken überhöht wird.

Der grüne Schildfuß symbolisiert den Waldreichtum der Gemeinde, die Wehrkirche steht für die frühere eigene Gemeinde Maiersdorf, der Bergwerkstollen ist ein Hinweis auf den früheren Bergbau.

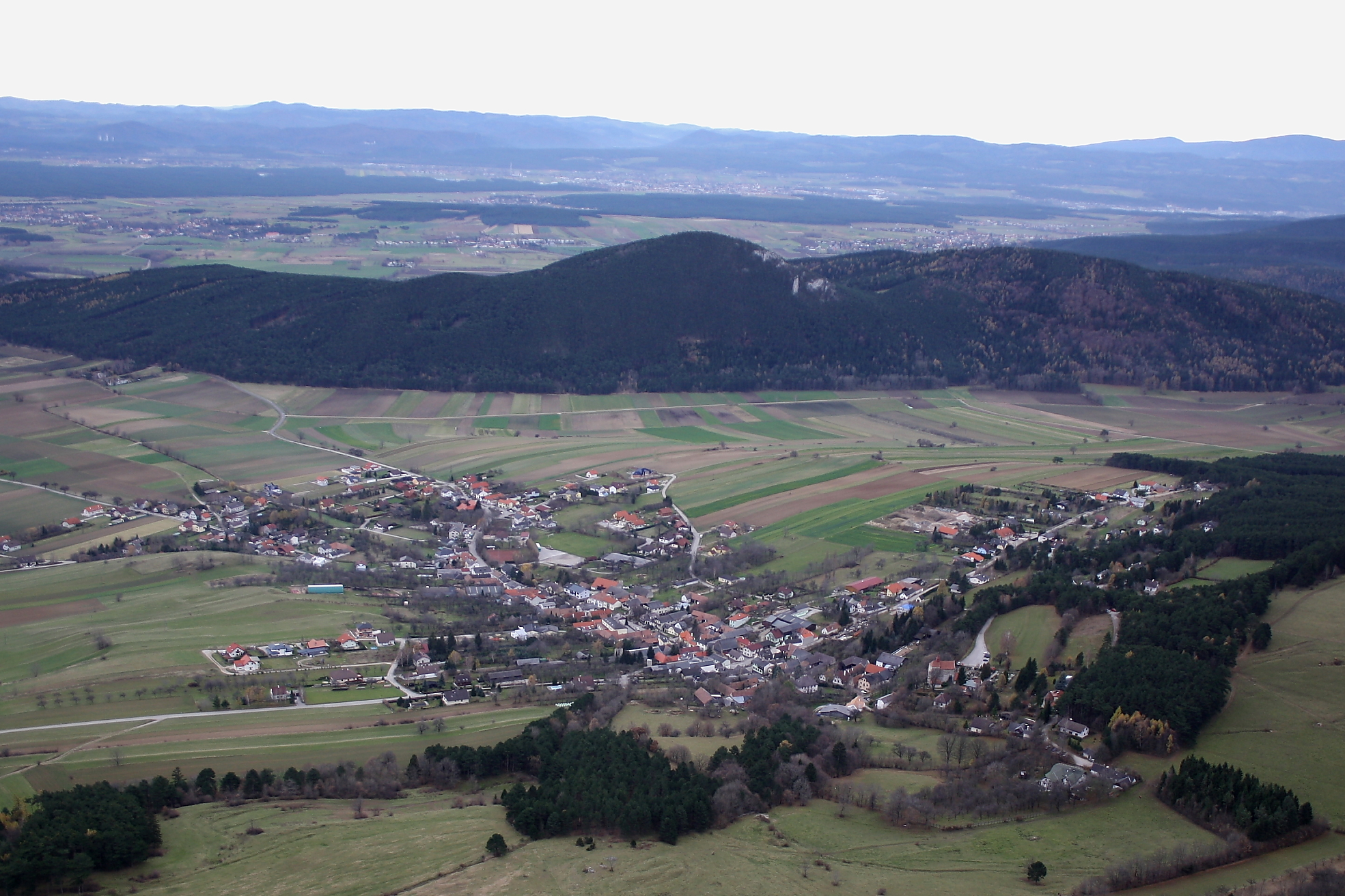
Nordwestansicht (von der Hohen Wand) von Maiersdorf
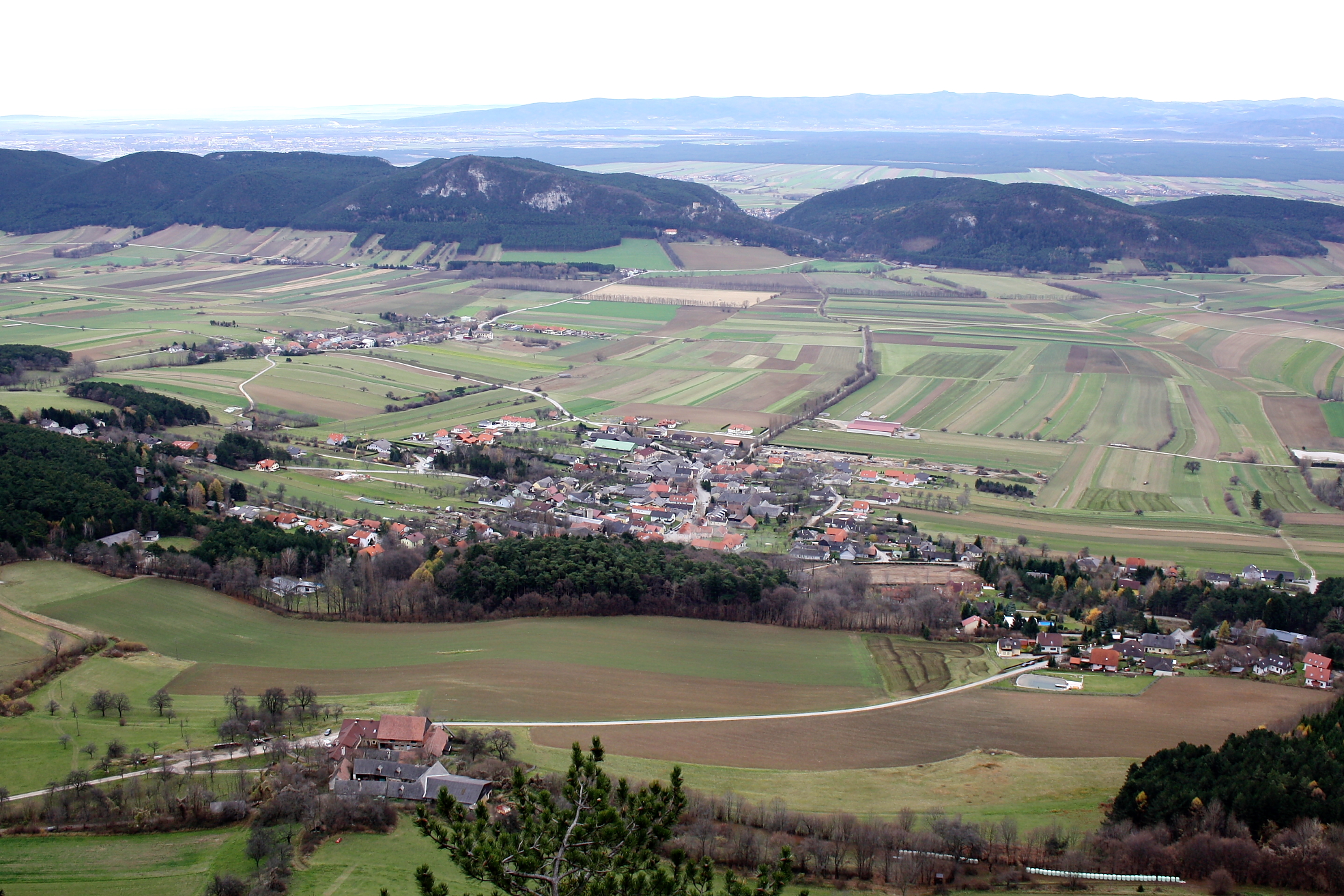
Nordwestansicht (von der Hohen Wand) von Stollhof. Links hinter Stollhof das Dorf Gaaden und links hinter der Hügelkette die Bezirkshauptstadt Wiener Neustadt.
Das Gemeindegebiet am namengebenden Bergzug (rechts oben), um 1873 (Aufnahmeblatt der Landesaufnahme).
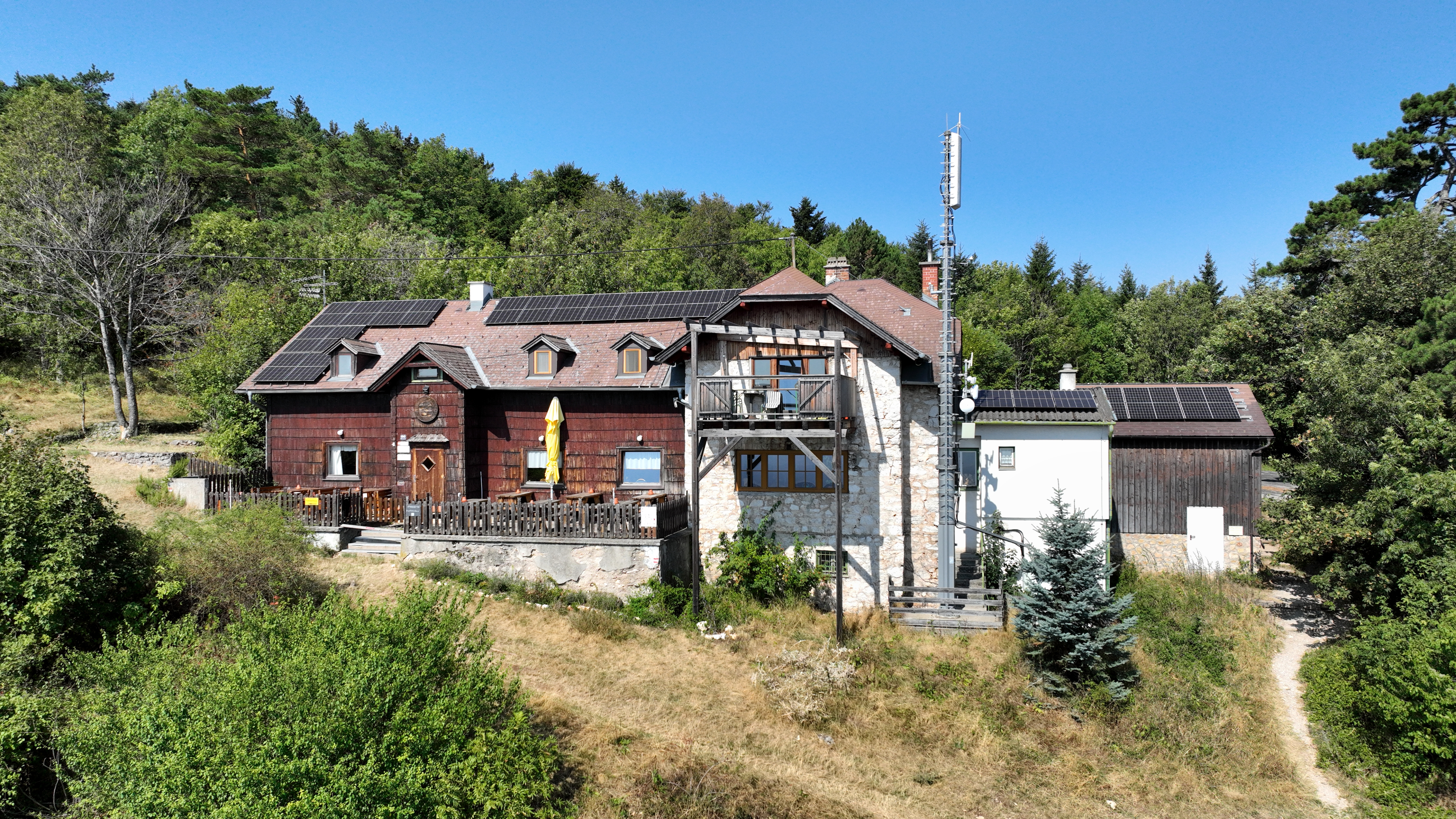
Das Herrgottschnitzerhaus auf der Hohen Wand.

## Persönlichkeiten
Altbundespräsident Heinz Fischer ist der Gemeinde eng verbunden und hat mit seiner Familie einen Zweitwohnsitz seit den 1960er Jahren.